# Centruroides infamatus
Centruroides infamatus es una especie de escorpión del género Centruroides, familia Buthidae. Fue descrita científicamente por C. L. Koch en 1844.
Se distribuye por México.

## Descripción
Las hembras de esta especie miden 49-57 milímetros, mientras que los machos son más grandes, con una longitud de 50-63 milímetros. Posee un cuerpo de color amarillo pálido, patas con manchas de castaño.